# 塞勒姆 (新澤西州)
塞勒姆（英語：Salem）是美國新澤西州坎伯蘭縣的縣治。根據2010年人口普查，本城共有人口5,857人，相對2000年來說減少了1,026人，即下降了14.9%。而2000年的人口相對1990年來說則減少了1,026人，即下降了14.9%。其名稱「塞勒姆」源自希伯來字「沙洛姆」（shalom），意思為「和平」。
本城於1693年10月成立，於1798年2月21日成立市政機關。

## 地理
塞勒姆位於塞勒姆河岸。根據2000年人口普查，本城面積為2.815平方英里（7.29平方），其中2.343平方英里（6.07平方）為陸地，0.472平方英里（1.22平方）為水域，佔總面積的3.92%。